# British Motor & Engineering
Die British Motor & Engineering Co. Ltd. war ein britischer Automobilhersteller in Caversham (Berkshire). Dort wurden 1905–1907 Mittelklassewagen unter dem Namen British hergestellt.
1905 erschienen gleichzeitig der 6 hp, der 10/12 hp, der 14 hp und der 16 hp vorgestellt. Der 6 hp besaß einen Zweizylinder-Reihenmotor mit 707 cm³ Hubraum, während die anderen Wagen mit Vierzylindermotoren mit 1.414 cm³, 1.608 cm³ und 2.344 cm³ Hubraum ausgestattet waren. Alle Motoren waren gegengesteuert.
Alle Wagen besaßen das gleiche Fahrgestell mit 2.591 mm Radstand. Ende 1907 verschwand die Marke wieder vom Markt.

## Modelle
| Modell   | Bauzeitraum | Zylinder | Hubraum  | Radstand |
| -------- | ----------- | -------- | -------- | -------- |
| 6 hp     | 1905–1907   | 2 Reihe  | 707 cm³  | 2591 mm  |
| 10/12 hp | 1905–1907   | 4 Reihe  | 1414 cm³ | 2591 mm  |
| 14 hp    | 1905–1907   | 4 Reihe  | 1608 cm³ | 2591 mm  |
| 16 hp    | 1905–1907   | 4 Reihe  | 2344 cm³ | 2591 mm  |

## Quelle
- David Culshaw & Peter Horrobin: The Complete Catalogue of British Cars 1895–1975. Veloce Publishing plc. Dorchester (1999).  ISBN 1-874105-93-6